# Чемпіонат Галичини з футболу 1914
Чемпіонат Галичини з футболу 1914 — футбольний турнір, який проходив під егідою СПФ — Союзу польського футболу (пол. Związek Polski Piłki Nożnej) за участю команд Східної та Західної Галичини, розпочатий 1914 року. Змагання проводились у I та II класі. Турнір не завершений через початок Першої світової війни.

## I КЛАС
Чемпіонат Галичини 1914 року в I класі розігрували чотири команди, до торішніх учасників приєдналися «Чарні» Львів, які відбули дискваліфікацію. Чемпіонат розпочався 24 травня 1914 року. Але Чемпіона Галичини виявлено не було, бо турнір не вдалося завершити через початок 1 серпня 1914 року Першої світової війни.
Один матч першого кола («Вісла» – «Чарні») не відбувся через непорозуміння між командами щодо часу початку матчу. «Чарні» Львів в супроводі арбітра матчу вийшли на футбольне поле в призначений час у 1700,  у перерві матчу між командами II класу «Ютшенка» - «Полонія». Повторно львів’яни вийшли на поле після закінчення матчу команд II класу у 1800. Не дочекавшись гравців «Вісли», так-як в цей час на стадіоні були присутні тільки три футболісти команди суперника, арбітр через п’ять хвилин оголосив «Віслі» поразку в зв’язку з неявкою і вивів «Чарні» з поля.  Краківська «Вісла» вийшла на поле о 1815, коли вже ні команди суперника, ні арбітра не було. Про зміну часу початку матчу краківський клуб попередив львів’ян телеграмою в зв’язку з можливою накладкою. Остаточне рішення щодо долі цього матчу ухвалив СПФ, переграти матч 30 серпня, але вже у Львові. Та матч перегравання не відбувся через початок війни.
З 1914 року Австрійським союзом футболу (АФС) (нім. Österreichischer Fußball-Bund (ÖFB)) було ухвалено рішення проводити загальнодержавний чемпіонат, в якому мали змагатись чемпіони різних країв. Цей турнір мав відбути в другій половині року. Оскільки до цього часу, згідно складеного календаря, чемпіонат Галичини ще б не завершився, то СПФ ухвалив рішення що Галичину буде представляти переможець першого кола. У разі перемоги «Чарні» в перенесеному матчі проти «Вісли» з великим рахунком, саме вони би представляли Галичину в чемпіонаті країни. Та всі плани перекреслив початок війни.
Турнірна таблиця
| М  | Команда/Місто     | 1   | 2    | 3 | 4   | І | В | Н | П | М'ячі | О |
| -- | ----------------- | --- | ---- | - | --- | - | - | - | - | ----- | - |
| 1. | «Краковія» Краків |     |      |   | 3:1 | 3 | 2 | 1 | 0 | 5 : 1 | 5 |
| 2. | «Чарні» Львів     | 0:0 |      |   |     | 2 | 1 | 1 | 0 | 3:1   | 3 |
| 3. | «Поґонь» Львів    | 0:2 | 1:3  |   | 1:0 | 3 | 1 | 0 | 2 | 2:5   | 2 |
| 4. | «Вісла» Краків    |     | _:_* |   |     | 2 | 0 | 0 | 2 | 1:4   | 0 |

 *  - матч не відбувся через не порозуміння між командами щодо часу початку матчу.
У ювілейному виданні 1939 року «Пам’ятна книга «Львівського спортивного клубу «Поґонь» до Чемпіонату Галичини помилково зараховано товариські матчі «Чарні» - «Поґонь» – 4:3 та «Поґонь»  - «Вісла» – 2:0, які мали відбутись восени 1914 року.

## II КЛАС
У 1914 році вперше проведено першість Галичини серед команд II класу. Оскільки кваліфікаційний турнір 1912 року був анульований, змагання розпочались із турніру, в якому всі команди в трьох раундах проводили матчі із суперниками для визначення команд II А класу, II B та II C класів. Команди, які більш вдало зіграли матчі із суперниками, зараховувались до II A класу, інші команди до нижчих класів. Змагання проходили в двох зонах — у Львівській та Краківській. У Львівській зоні в кваліфікації взяли участь «Сан» Перемишль, «Спарта» Львів, «Лехія» Львів, «Аматожи» Львів, «Ревера» Станиславів, «Поґонь» Ярослав, «Ресовія» Ряшів, «Чарні» Ясло, «Креси» Тернопіль та «Львовія» Львів, яка не зіграла жодного матчу.

### II А клас
Переможці II А класу у Львівській та Краківській зонах в наступному сезоні мали виступати в Чемпіонаті Галичини серед команд I класу. Після першого кола у Львівській зоні лідирувала львівська «Лехія». Турнір не завершено через початок Першої світової війни.
Турнірна таблиця
| М  | Команда/Місто        | 1   | 2    | 3 | 4   | І | В | Н | П | М'ячі  | О |
| -- | -------------------- | --- | ---- | - | --- | - | - | - | - | ------ | - |
| 1. | «Лехія» Львів        |     |      |   | 5:1 | 3 | 3 | 0 | 0 | 11 : 4 | 6 |
| 2. | «Ревера» Станиславів | 0:2 |      |   | 3:1 | 3 | 2 | 0 | 1 | 4:3    | 4 |
| 3. | «Сан» Перемишль      | 3:4 | 0:1* |   | 2:2 | 3 | 0 | 1 | 2 | 5:7    | 1 |
| 4. | «Спарта» Львів       |     |      |   |     | 3 | 0 | 1 | 2 | 4:10   | 1 |

 *  — матч не відбувся, оскільки «Сан» у себе вдома не вийшов на гру. «Ревері» присуджено технічну перемогу 0:1.
У краківській зоні II А класу змагались краківські команди «Спарта», «Полонія», «Меркури» та «Подґуже» і «Кракус» з прикраківського Подґуже (нині — у складі Кракова).

### II B клас
Відомо, що в II В класі виступали «Ресовія» Ряшів та «Погонь» Ярослав. Повних даних немає.

## III КЛАС
До третього класу належали другі, треті, четверті команди клубів першого та другого класів та ті, що цього року започаткували діяльність. Офіційний турнір для команд третього класу не проводився.